# Anatomy of a Murder (album)
Anatomy of a Murder (Music from the Duke Ellington Score) è un album discografico di Duke Ellington pubblicato nel 1959 e contenente la colonna sonora dell'omonimo film. Ha vinto tre Grammy come migliore interpretazione di una band da ballo, migliore composizione musicale registrata e pubblicata per la prima volta nel 1959 e come miglior album di colonne sonore.

## Descrizione
Il film fu uno dei primi a impiegare musica jazz nella colonna sonora; venne composto interamente da Duke Ellington e da Billy Strayhorn e suonato dall'orchestra di Ellington.
L'album è riconosciuto come una pietra miliare in quanto contiene una "prima significativa musica per film di Hollywood composta da afroamericani comprendente musica non diegetica, cioè musica la cui fonte non è visibile o implicita nell'azione nel film, come un banda che suona" e per il fatto che evita gli stereotipi culturali che in precedenza caratterizzavano le colonne sonore jazz.

## Tracce
Testi e musiche di Duke Ellington e Billy Strayhorn.
1. Main Title and Anatomy of a Murder – 3:51
2. Flirtibird – 2:11
3. Way Early Subtone – 3:59
4. Hero to Zero – 2:11
5. Low Key Lightly – 3:38
6. Happy Anatomy – 2:28
7. Midnight Indigo – 2:41
8. Almost Cried – 2:26
9. Sunswept Sunday – 1:51
10. Grace Valse – 2:28
11. Happy Anatomy – 1:25
12. Haupe – 2:16
13. Upper and Outesy – 2:20

## Formazione
Duke Ellington e la sua orchestra:
- Clark Terry, Cat Anderson, Harold "Shorty" Baker (tp)
- Ray Nance (tp, vln, vcl), Quentin Jackson, Britt Woodman, John Sanders (tb),
- Jimmy Hamilton (cl, ts), Russell Procope (as, cl), Johnny Hodges (as),
- Paul Gonsalves (ts), Harry Carney (bar, b-cl, cl),
- Duke Ellington, Billy Strayhorn (p), Jimmy Woode (b), Jimmy Johnson (d)